# Cacicus haemorrhous
Cacicus haemorrhous là một loài chim trong họ Icteridae.

## Hình ảnh

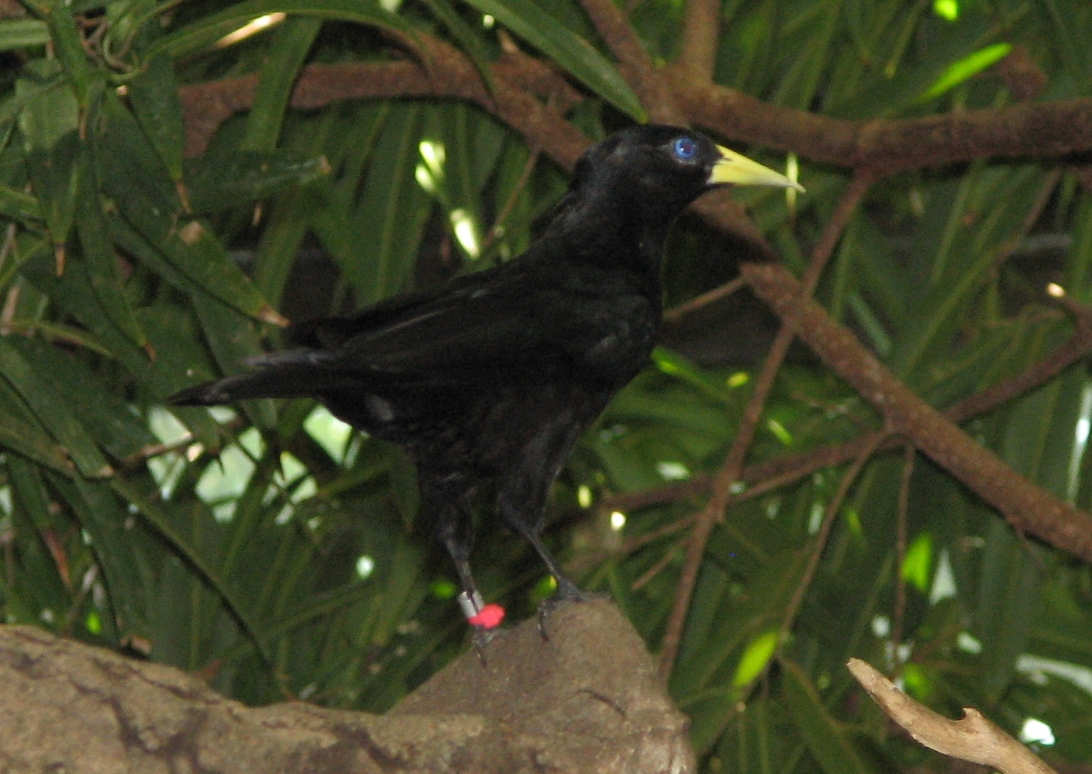
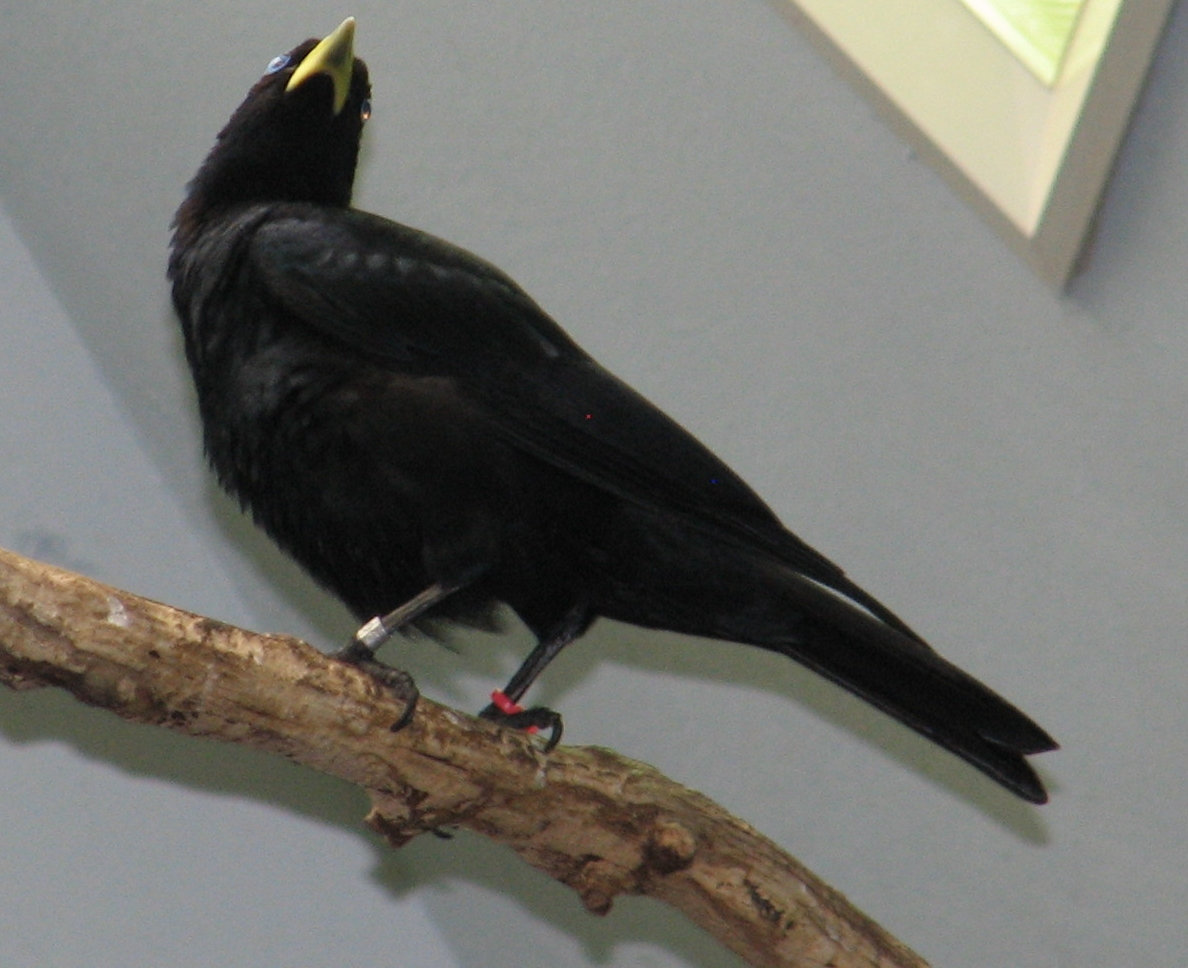
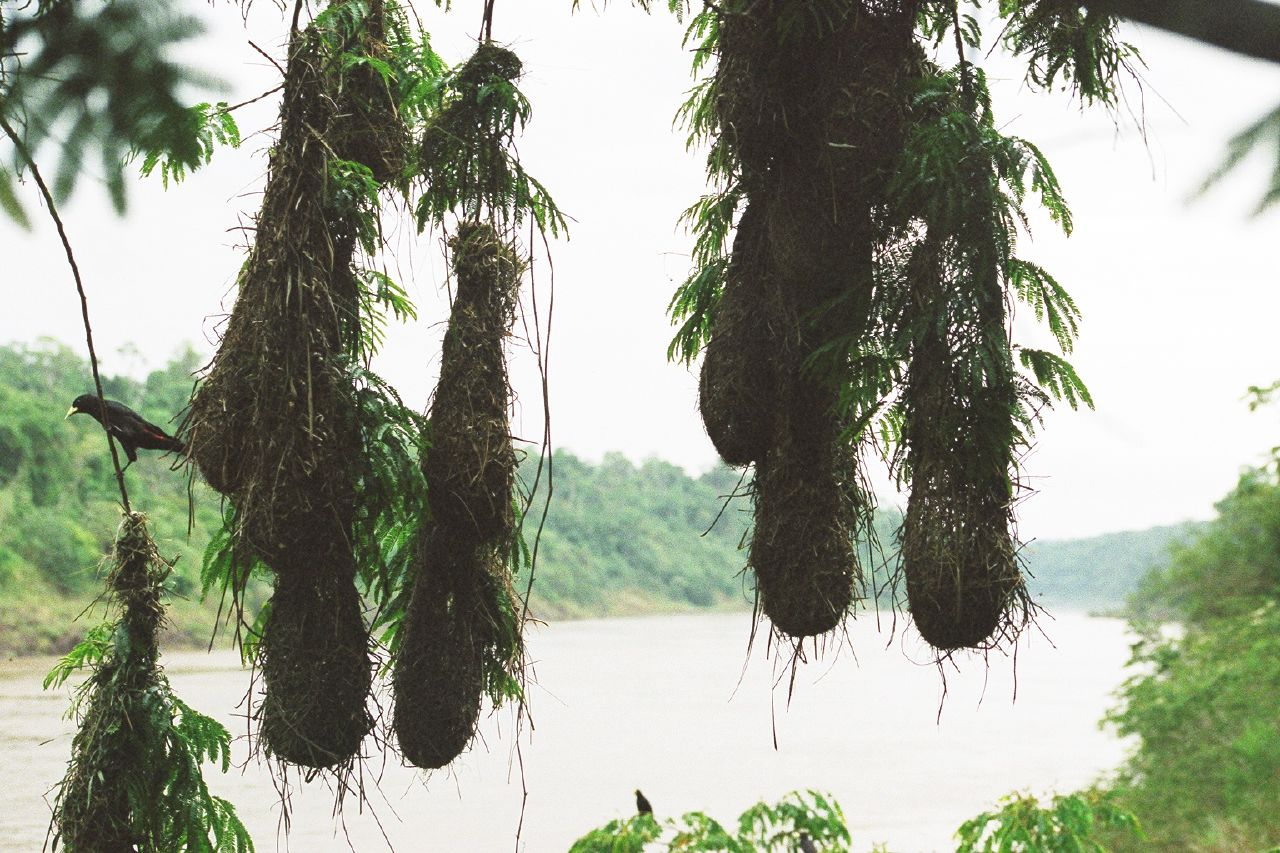